# Хонер, Маттиас
Маттиас Хонер (нем. Matthias Hohner; 12 декабря 1833, Троссинген — 11 декабря 1902, Троссинген) - немецкий часовщик, основатель фирмы Hohner.
Маттиас Хонер родился 12 декабря 1833 года в семье ткачей Якоба и Катарины Хонер (урожд. Линкин). В 1857 году, после смерти матери и получения от отца своей доли наследства, Маттиас основал фирму по производству музыкальных инструментов. Вначале, вследствие того, что число сотрудников было невелико и использовался исключительно ручной труд, скорость выпуска гармоник была невысокой: один человек выпускал одну гармонику в день, Впоследствии, за счёт разделения труда и использования машин, производство гармоник выросло. В 1862 году начался экспорт гармоник в Америку. В 1875 году в компании Hohner работало уже 85 человек. В 1900 году Хонер передал компанию в руки своих сыновей: Якоба, Маттиаса, Андреаса, Ганса и Вилла.
Маттиас Хонер был женат на Анне Хонер (1836—1907), от которой у него было шесть сыновей и девять дочерей.